# Luchthaven Anapa
Luchthaven Anapa (Russisch: Аэропорт Анапа) is een publieke luchthaven in het westen van Rusland, bij de plaats Anapa. Het vliegveld wordt ook wel Vitjazevo genoemd.

## Luchtvaartmaatschappijen en bestemmingen
- Aeroflot (Moskou Sjeremetjevo)
- Nordavia (Moskou Sjeremetjevo)
- S7 Airlines (Tsjeljabinsk, Kemerovo, Moskou Domodedovo, Novosibirsk, Perm, Tomsk)
- Ural Airlines (Jekaterinenburg, Irkoetsk)